# Рожкова Наталія Володимирівна
Наталія Володимирівна Рожкова (нар. 6 березня 1954, Чкалов, СРСР) — радянська і російська актриса і співачка. Заслужена артистка Росії (2005). Тривалий час жила та працювала в Україні, у 1980—1990 рр. озвучила кілька україномовних ролей, але 2017 р. підтримала анексію Криму, виступивши на фестивалі на честь анексії.

## Біографія
Народилася 6 березня 1954 року у Чкалові (зараз Оренбург) у родині військовослужбовця. Закінчивши школу, вступила до Харківського музичного училища (там на той час служив її батько) за класом скрипки. Потім два роки викладала у музичній школі та чотири роки навчалася у Київському Естрадно-цирковому училищі, після закінчення якого працювала у щойно створеному Київському театрі естради.
1983 року на VII Всесоюзному конкурсі артистів естради здобула першу премію у жанрі вокалу. Ця перемога відкрила їй двері до найпопулярніших телевізійних програм Центрального телебачення того часу. «Ранкова пошта», «Пісня року» (фінал), «Блакитні вогники» та багато інших. На той час багато співпрацює із найвідомішими українськими авторами. Наталі пишуть композитори: Вадим Ільїн, Олександр Злотник, Ірина Кириліна, Геннадій Татарченко, Тетяна Дікарєва, Олександр Спаринський, Олександр Жилінський, Володимир Бистряков, поети Юрій Рибчинський, Олександр Вратарев, Дмитро Кимельфельд. У Москві отримує право першого виконання пісень Едуарда Колмановського, Давида Тухманова, Сергія Березіна, поетеси Лариси Рубальської та багатьох інших.
З 1983 року — солістка Київського мюзик-холу. У цей час озвучила кілька ролей українською мовою в мультиплікаційних фільмах.
На початку 90-х отримує пропозицію виконати кілька романсів у спектаклі «Три сестри» Московського театру на Червоній Пресні (зараз він називається Московський театр «Біля будинку Станіславського»). Через короткий час переходить до театру на постійну роботу. Працює в «театрі БЛИЗЬКО» по теперішній час. За час роботи в театрі брала участь у багатьох спектаклях, але чільне місце у її творчому житті зайняли три музичні спектаклі, у яких у Наталії великі цікаві ролі.
Подивившись виставу «Перед кіносеансом», кінорежисер Сергій Урсуляк дописав кілька епізодів спеціально для Наталії у фільм «Ліквідація», для якого вона записала кілька пісень та знялася з ними у фільмі. З цього часу у її творчому житті починається новий період. Наталя збирає невеликий оркестрик віртуозних музикантів, репетирує програму та повертається до концертної діяльності, з піснями 1930-50 років століття з репертуару Клавдії Шульженко, Леоніда Утьосова, Петра Лещенка, Алли Баянової та інших.
2017 р. виступила на організованому окупантами фестивалі «Кримська весна» в Криму.

## Призи та нагороди
- Всесоюзний конкурс артистів естради (1983) — Перша премія[3] .
- Заслужена артистка РФ (2005) — … За заслуги в галузі мистецтва …[1] .

## Фільмографія
- 1991 — «Ніч грішників» — повія
- 1992 — «В тій царині небес…» — Галя
- 2004 — «Прощальна луна» — Людмила Петрівна Кондратьєва
- 2007 — «Ліквідація» — співачка
- 2007 — «Юнкери» — дама
- 2009 — «Ісаєв» — співачка
- 2009 — «Доктор Тирса» — Наталія Володимирівна, санітарка
- 2010 — «Погоня за тінню» — Надія Сергіївна Львова
- 2010 — «Глухар-3» — Галина Іванівна
- 2011 — «Шапіто-шоу» — співачка в шапіто
- 2018 — «Не чужі» — Ганна Іванівна
- 2018 — «Іванови-Іванови» — бабка-шептуха
- 2020 — «Курорт кольору хакі» — Самойлова

Озвучування мультфільмів:
- «Як Петрик П'яточкін слоників рахував» (1984) — всі персонажі
- «Повертайся, Капітошко!» (1989) — Вовченя
- «Безтолковий вомбат» (1990) — Миша, другорядні герої
- «Заєць в людях» (1991)